# Jacek Góralski
Jacek Góralski (Bydgoszcz, 21 september 1992) is een Pools voetballer die doorgaans speelt als middenvelder. In augustus 2023 verruilde hij VfL Bochum voor Wieczysta Kraków. Góralski maakte in 2016 zijn debuut in het Pools voetbalelftal.

## Clubcarrière
Góralski speelde bij Zawisza Bydgoszcz, Victoria Koronowo en Błękitni Gąbin, alvorens hij in 2011 terechtkwam bij Wisła Płock terechtkwam. Bij deze club maakte de middenvelder zijn professionele debuut. In vier seizoenen in de I Liga speelde hij meer dan honderd competitiewedstrijden. Uiteindelijk kreeg hij een transfer naar Jagiellonia, dat actief was op het hoogste Poolse voetbalniveau, in de Ekstraklasa. Góralski had twee seizoenen lang overwegend een basisplaats. In de zomer van 2017 trok Loedogorets de Pool aan. Bij zijn nieuwe club zette hij zijn handtekening onder een verbintenis voor de duur van drie seizoenen. Kairat Almaty werd in januari 2020 de nieuwe club van Góralski. Góralski stapte in de zomer van 2022 transfervrij over naar VfL Bochum, waar hij voor twee jaar tekende. Een jaar na zijn komst besloten club en speler uit elkaar te gaan. Later die maand tekende hij voor Wieczysta Kraków.

## Clubstatistieken
| Seizoen | Club             | Competitie   | Competitie | Competitie | Beker | Beker | Internationaal | Internationaal | Totaal | Totaal |
| Seizoen | Club             | Competitie   | Wed.       | Dlp.       | Wed.  | Dlp.  | Wed.           | Dlp.           | Wed.   | Dlp.   |
| ------- | ---------------- | ------------ | ---------- | ---------- | ----- | ----- | -------------- | -------------- | ------ | ------ |
| 2011/12 | Wisła Płock      | I liga       | 12         | 0          | 0     | 0     | —              | —              | 12     | 0      |
| 2012/13 | Wisła Płock      | I liga       | 32         | 1          | 2     | 0     | —              | —              | 34     | 1      |
| 2013/14 | Wisła Płock      | I liga       | 32         | 0          | 0     | 0     | —              | —              | 32     | 0      |
| 2014/15 | Wisła Płock      | I liga       | 31         | 4          | 1     | 0     | —              | —              | 32     | 4      |
| 2015/16 | Jagiellonia      | Ekstraklasa  | 28         | 0          | 2     | 0     | 0              | 0              | 30     | 0      |
| 2016/17 | Jagiellonia      | Ekstraklasa  | 29         | 3          | 2     | 0     | —              | —              | 31     | 3      |
| 2017/18 | Jagiellonia      | Ekstraklasa  | 0          | 0          | 0     | 0     | 3              | 0              | 3      | 0      |
| 2017/18 | Loedogorets      | Parva Liga   | 24         | 0          | 3     | 0     | 7              | 0              | 34     | 0      |
| 2018/19 | Loedogorets      | Parva Liga   | 26         | 0          | 1     | 0     | 10             | 0              | 37     | 0      |
| 2019/20 | Loedogorets      | Parva Liga   | 11         | 0          | 2     | 0     | 9              | 0              | 22     | 0      |
| 2020    | Kairat Almaty    | Premjer-Liga | 16         | 0          | 0     | 0     | 2              | 0              | 18     | 0      |
| 2021    | Kairat Almaty    | Premjer-Liga | 3          | 0          | 4     | 0     | 4              | 0              | 11     | 0      |
| 2022    | Kairat Almaty    | Premjer-Liga | 7          | 0          | 1     | 0     | 0              | 0              | 8      | 0      |
| 2022/23 | VfL Bochum       | Bundesliga   | 4          | 0          | 0     | 0     | —              | —              | 4      | 0      |
| 2023/24 | Wieczysta Kraków | III liga     | 22         | 1          | 1     | 0     | —              | —              | 23     | 1      |
| 2024/25 | Wieczysta Kraków | II liga      | 6          | 0          | 0     | 0     | —              | —              | 6      | 0      |
| Totaal  | Totaal           | Totaal       | 285        | 9          | 19    | 0     | 35             | 0              | 339    | 9      |

Bijgewerkt op 30 augustus 2024.

## Interlandcarrière
Góralski maakte op 14 november 2016 zijn debuut in het Pools voetbalelftal, toen met 1–1 gelijkgespeeld werd tegen Slovenië. Miha Mevlja en Łukasz Teodorczyk zorgden voor de treffers. Góralski mocht van bondscoach Adam Nawałka als basisspeler aan het duel beginnen. Hij werd na een uur spelen gewisseld voor Piotr Zieliński. De andere debutant dit duel was Damian Dąbrowski (Cracovia Kraków). Góralski werd in juni 2018 door Nawałka opgenomen in de selectie van Polen voor het wereldkampioenschap in Rusland. Hierop kwam hij twee wedstrijden in actie. Góralski maakte op 19 november 2019 zijn eerste interlanddoelpunt. Hij zorgde toen voor de 3–2 in een met diezelfde cijfers gewonnen kwalificatiewedstrijd voor het EK 2020 tegen Slovenië.
In oktober 2022 werd Góralski door bondscoach Czesław Michniewicz opgenomen in de Poolse voorselectie voor het WK 2022. Voor de uiteindelijke selectie was hij een van de afvallers.
| Interlands van Jacek Góralski voor Polen | Interlands van Jacek Góralski voor Polen | Interlands van Jacek Góralski voor Polen | Interlands van Jacek Góralski voor Polen | Interlands van Jacek Góralski voor Polen | Interlands van Jacek Góralski voor Polen | Interlands van Jacek Góralski voor Polen |
| №                                        | Datum                                    | Wedstrijd                                | Uitslag                                  | Competitie                               | Goals                                    |                                          |
| Als speler bij Jagiellonia               | Als speler bij Jagiellonia               | Als speler bij Jagiellonia               | Als speler bij Jagiellonia               | Als speler bij Jagiellonia               | Als speler bij Jagiellonia               | Als speler bij Jagiellonia               |
| ---------------------------------------- | ---------------------------------------- | ---------------------------------------- | ---------------------------------------- | ---------------------------------------- | ---------------------------------------- | ---------------------------------------- |
| 1                                        | 14 november 2016                         | Polen – Slovenië                         | 1 – 1                                    | Vriendschappelijk                        |                                          |                                          |
| Als speler bij Loedogorets               |                                          |                                          |                                          |                                          |                                          |                                          |
| 2                                        | 10 november 2017                         | Polen – Uruguay                          | 0 – 0                                    | Vriendschappelijk                        |                                          |                                          |
| 3                                        | 23 maart 2018                            | Polen – Nigeria                          | 0 – 1                                    | Vriendschappelijk                        |                                          |                                          |
| 4                                        | 8 juni 2018                              | Polen – Chili                            | 2 – 2                                    | Vriendschappelijk                        |                                          |                                          |
| 5                                        | 12 juni 2018                             | Polen – Litouwen                         | 4 – 0                                    | Vriendschappelijk                        |                                          |                                          |
| 6                                        | 24 juni 2018                             | Colombia – Polen                         | 3 – 0                                    | WK 2018                                  |                                          |                                          |
| 7                                        | 28 juni 2018                             | Japan – Polen                            | 0 – 1                                    | WK 2018                                  |                                          |                                          |
| 8                                        | 14 oktober 2018                          | Polen – Italië                           | 0 – 1                                    | Nations League 2018/19                   |                                          |                                          |
| 9                                        | 20 november 2018                         | Portugal – Polen                         | 1 – 1                                    | Nations League 2018/19                   |                                          |                                          |
| 10                                       | 7 juni 2019                              | Noord-Macedonië – Polen                  | 0 – 1                                    | EK 2020 kwalificatie                     |                                          |                                          |
| 11                                       | 10 juni 2019                             | Polen – Israël                           | 4 – 0                                    | EK 2020 kwalificatie                     |                                          |                                          |
| 12                                       | 13 oktober 2019                          | Polen – Noord-Macedonië                  | 2 – 0                                    | EK 2020 kwalificatie                     |                                          |                                          |
| 13                                       | 19 november 2019                         | Polen – Slovenië                         | 3 – 2                                    | EK 2020 kwalificatie                     | 81'                                      |                                          |
| Als speler bij Kairat Almaty             |                                          |                                          |                                          |                                          |                                          |                                          |
| 14                                       | 7 september 2020                         | Bosnië en Herzegovina – Polen            | 1 – 2                                    | Nations League 2020/21                   |                                          |                                          |
| 15                                       | 14 oktober 2020                          | Polen – Bosnië en Herzegovina            | 3 – 0                                    | Nations League 2020/21                   |                                          |                                          |
| 16                                       | 11 november 2020                         | Polen – Oekraïne                         | 2 – 0                                    | Vriendschappelijk                        |                                          |                                          |
| 17                                       | 15 november 2020                         | Italië – Polen                           | 2 – 0                                    | Nations League 2020/21                   |                                          |                                          |
| 18                                       | 29 maart 2022                            | Polen – Zweden                           | 2 – 0                                    | WK 2022 kwalificatie                     |                                          |                                          |
| 19                                       | 1 juni 2022                              | Polen – Wales                            | 2 – 1                                    | Nations League 2022/23                   |                                          |                                          |
| 20                                       | 11 juni 2022                             | Nederland – Polen                        | 2 – 2                                    | Nations League 2022/23                   |                                          |                                          |
| 21                                       | 14 juni 2022                             | Polen – België                           | 0 – 1                                    | Nations League 2022/23                   |                                          |                                          |

Bijgewerkt op 30 augustus 2024.